# لا سلطة
لا سلطة أو «أناركي» هو مصطلح يشير إلى التحرر من السلطات. نابع من (باليونانية: ἀναρχία)‏ بمعنى فوضي أي «بدون حاكم»). وهو مصطلح قد تشير إلى حالات عدة وهي:
- «عدم وجود حكومة أو سلطة حاكمة»[1]
- «غياب الحكومة؛ حالة من الفوضى بسبب غياب أو عدم فعالية السلطة العليا؛ الفوضى السياسية» [2]
- «حالة اجتماعية حيث لا يوجد شخص حاكم أو مجموعة حاكمة، ولكن لكل فرد مطلق الحرية (بدون اثارة الاضطرابات).»[3]
- «عدم وجود أو عدم الاعتراف بالسلطة والنظام في أي مجال»[4]

## الفوضى بعد انهيار الدولة

### الحرب الأهلية الإنجليزية
الاضطرابات التي شهدتها البلاد أثناء الحرب الأهلية الإنجليزية أدت إلى استخدام المصطلح في الفلسفة السياسية. الفوضى كانت واحدة من القضايا في مناقشات بوتني عام 1647م:
توماس رانبروف: سوف افجر المباني الخاصة بكم أكثر من ذلك وسوف أكون أقل انفتاحا معكم عما كنت عليه من قبل. وأود أن أؤكد أننا جميعا حقا نريد تغيير المستنقع هذا الذي نعيش فيه وإذا كنت فعلا لا أثق بك لن أؤكد ذلك.  وأعتقد أن الامر يرجع لعدم الثقة، وأن الامور كلها غالبا هي انعكاسات لأفعال لم تقصد على الإطلاق.  ومن جهتي، على ما اعتقد، لقد نسيتم شيئا من خطابي، وأنتم أنفسكم لا تعتقدون أن بعض الرجال يميلون إلى الفوضى، ولكنكم يمكن أن تجعلوا كل الرجال يعتقدون ذلك.  ويا سيدي، يمكن القول بأن الإنسان يدعي أن كل فرد لديه صوت كحق الطبيعة، ومن ثم تقضي على جميع الممتلكات  – بنفس الحجة الا وهي نسيان قانون الله.  فهناك الملكية، وقانون الله يقول له؛ وإلا لماذا الله جعل الله هذا القانون، لذلك لا يمكن سرقة؟  أنا رجل فقير، ولذلك لا بد لي أن أكون المظلوم: إذا لم يكن لدي أي مصلحة في المملكة، لا بد أن أعاني من جميع قوانينها سواء كانت صحيحة أم خاطئة.  بل على النحو التالي: رجل يعيش في بلد، ولديه ثلاثة أو أربعة مقاعد في البرلمان كبعض الرجال (الله وحده يعلم كيف حصلوا عليها)، وعندما دعا البرلمان انه يجب أن يكون رجلا في البرلمان، ويمكن أن يري بعض الفقراء من الرجال الذين كانوا يعيشون بالقرب منه، ويكون قادر علي سحقهم  –  عرفت غزو للتأكد من انه قد حول الفقراء من الرجال خارج الأبواب، وأعلم بسرور ما إذا كانت قوة رجل ثري لا هذا، وحتى الاحتفاظ بها في إطار أكبر وأختك أيضا الطغيان الذي كان يعتقد من أي وقت مضى في العالم.  و لذلك اعتقد لأنها الإجابة تماما: الله قد حدد هذا الشيء من حيث الملاءمة مع نظيره من هذا القانون، ولا يجب عليه أن يسرق. ومن وجهتي انا ضد مثل هذا الفكر، وأيضا لأنفسكم، أتمنى لكم أن لا تجعلوا العالم يعتقد أننا لا نحب الفوضى لأننا الآن ندع العالم في سلام وفوضى.
!'
أوليفر كرومويل: لا اعلم شيئا الا هذا، أن تكون أكبر عائد لها من أعظم الحكمة ولكن في الحقيقة، يا سيدي، هذا ليس من الصواب كما ينبغي. ليس هناك رجل يقول ان لديك الاعتبار إلى الفوضى، إلا أن هذا الحكم يميل إلى الفوضى، يجب أن ينتهي في الفوضى؛ فيها لأنه لا يوجد أي ملزمة أو المحدد إذا كنت يسلب هذا الحد، حيث أن الرجال الذين ليس لهم مصلحة غير التنفس لا يكون لهم صوت في الانتخابات؟  ولذلك أنا على ثقة من ذلك، لا ينبغي أن يكون واحد متحمس للآخر.
عندما بدأ الناس تحليل الحرب الأهلية الإنجليزية، أصبح مصطلح الفوضى أكثر دقة ووضوحا، وذلك بالرغم من اختلاف وجهات النظر السياسية:
- توماس هوبز 1651 (Leviathan) يصف الوضع الطبيعي للجنس البشري بوصفه حرب الجميع ضد الجميع، حيث يعيش الإنسان حياة وحشية.عن وحشية الناس في أماكن كثيرة من الولايات المتحدة، ما عدا حكومة الأسر الصغيرة، حيث اعتمد الوفاق على الشهوة الطبيعية، لم يكن هناك حكومة على الإطلاق، حيث كانت الحياة في هذا الوقت على نحو وحشي.[6] يرى هوبز ان هناك ثلاثة أسباب أساسية للصراع الموجود في الحالة الطبيعية: المنافسة، الدفاع، والتعالي، الأول يجعل الإنسان يغزو لجنى المكاسب؛ الثاني، للتأمين والسلامة، والثالث، للسمعة. قانون الطبيعة الأول ينص على أن كل شخص يجب أن يسعى للسلام، بقدر ما لديه من أمل للحصول عليه، وعندما لا يستطيع الحصول عليه، عليه أن يسعى ويستخدم كافة مساعدات ومزايا الحرب في الحالة الطبيعية، لكل رجل الحق في الحصول على كل شيء، حتى لو على حساب حقوق الآخر ولكن القانون الثاني هو أن، من أجل الحصول على مزايا السلام، لابد أن يكون الإنسان على استعداد لإعطاء الآخرين نفس الحقوق وتطبيق ذلك في كل شيء، وكما أن له الحرية في معاداة الآخر فان الآخر له الحرية في معاداته. وهذه هي بداية العقود والعهود؛ وتنفيذ ذلك هو ثالث قوانين الطبيعة. والظلم، هو عدم أداء العهد؛ كل شيء ما عدا ذلك هو العدل.
- جيمس هارينغتون 1656 (الكومنولث(رابطة الشعوب البريطانية) للاوشينا) يستخدم المصطلح لوصف الحالة التي يستخدم فيها الشعب القوة لاجبار الحكومة على قاعدة اقتصادية تتكون إما من ملكية الأراضي الفردية (الملكية المطلقة)، أو ملكية أراضي للقلة (حكومة مشتركة). انه يميزها عن الكومنولث، الحالة التي يتشارك فيها الشعب ملكية الأرض والإدارة بشكل كبير، بوصفه حالة مؤقتة ناجمة عن اختلال التوازن بين تشكيل الحكومة وشكل علاقات الملكية.

### بنسلفانيا الأولى
كتب لاسلطوية رأسمالية مري روثبورد في عمله عن تصور الحرية في تاريخ امريكا القديم حيث سقطت بنسلفانيا في الفوضى بعد سقوط حكومة ويليام بن.

### الثورة الفرنسية
خلال الثورة الفرنسية، فترة العنف الوحشي التي تم فيها اغتيال العديد من أفراد الأسر الحاكمة قد وصفت بأنها فوضى. الجزء الإرهابي قام به أساسا جناح المساواة الجذري للثورة. ولم تكن أهداف الثورة أرستقراطية فقط بل أيضا الثوريون الذين كانوا معتدلين جدا، وأرسلوا إلى المقصلة. توماس كارليل، المؤرخ الإسكتلندي للعصر الفيكتوري والذي كان معروفًا بعمله المؤثر في مجال التاريخ، الثورة الفرنسية، حيث كتب ان الثورة الفرنسية كانت حربًا ضد كل من الارستقراطية و الفوضى:

اقتحام سجن الباستيل، 14 يوليو 1789

من ناحية أخرى، فإننا سوف نكره الفوضى مثل الموت، حيث أنها هي والامور الأسوأ من الفوضى يجب أن تكون مكروهة أكثر! ومن المؤكد أن السلام وحده مثمر. والفوضى هي التدمير: الحرق، الخداع، فقد الدعم تاركة الشواغر خلفها. ومن المعروف أيضا، أن قي عالم عدم الحكمة لا شئ سوى عدم الحكمة يمكن أن يكون. ترتب عليه، الدستور بناه، وحوله من خلال فرز صناديق الاقتراع حيث أنت تذبل، حيث يبقى عدم الحكمة، -- والفريسة الجديدة للدجالين والأشياء غير النظيفة، وهذه النهاية الأخيرة أفضل قليلا مما كان عليه منذ البداية. من يستطيع ان يحصل على شيئا حكيما من رجال غير حكيم؟ لا أحد. ولذلك الشغور وعدم الحضور العام أصاب فرنسا، ماذا يمكن أن تفعل الفوضى أكثر من ذلك؟ ليكن هناك نظام، سوف يكون ذلك تحت قيادة الجيش ; ليكن هناك سلام، وهذا هبة من السماء; وهذا من الحكمة حيث لا يدعونا نأتي بالفواكه قي موسمها ويبقى أن نرى كيف يتمكن القامعون من اللامسوؤلية (الجمهوري الفرنسي المتطرف) من قمع أنفسهم، وتكريس حق العصيان لقوة السلاح: بماذا الأحداث الفريدة لهذا التاريخ تدعى أهداف الثورة الفرنسية.
جاء أرماند الثاني، دوق ايجويلون قبل الجمعية الوطنية (الثورة الفرنسية) في 1789 وتبادل وجهات النظر حول الفوضى:
اسمحوا لي هنا بالتعبير عن رأيي الشخصي. ليس من شك في أنى لا أُتهم بعدم محبتى للحرية، ولكني أعلم أن ليس كل حركات الشعوب تؤدى إلى الحرية. ولكني أعلم أن فوضى كبيرة تؤدى بسرعة كبيرة إلى الاستنفاذ والاستبداد، التي هي نوع من الراحة، وتقريبا دائما النتيجة اللازمة للفوضى كبيرة. ولذلك فإن انهاء الاضطرابات التي نعاني منها أهم بكثير مما نعتقد. إذا تمكنا من تحقيق ذلك فقط من خلال استخدام القوة من جانب السلطات، ومن ثم سيكون من غير مراع للحفاظ على الامتناع من استخدام مثل هذه القوة.
لاحقا تم نفى أرماند الثاني لأنه كان ينظر إليه على أنه معارض لتكتيكات الثورة العنيفة.
تعليق البروفيسور كريس بوسيشى على دور الفوضى في الثورة:
في الثورة الفرنسية، تُضعف قضية زيادة الفوضى القضية التي كان رجال الثورة يسعون جاهدون لخلق نظام اجتماعي جديد من خلال كتابة الدستور.

### جامايكا سنة 1720م
كتب السير نيكولاس لاويز، حاكم جامايكا، إلى جون روبنسون، أسقف لندن، في 1720:
«أما بالنسبة لأولئك الإنجليز الذين جاءوا كآلية قريبة، صغيرة جدا وحصلوا الآن على منازل جيدة قي مزارع السكر والنُيلة والتعاون، وبطبيعة الحال لا تعرف ما هو أفضل مما يتعلمون في البلد. أن تكون الآن قصيرة وواضحة وسترى سلطانك أنه لا توجد لديها من حكمة بين الكنيسة والدولة ولكن ما هي فوضى مطلقة».
في الرسالة استمر لاويز في الشكوى من أن هذه «منزلة الرجال الآن مثل قرع جونا» وتفاصيل الأصول المتواضعة"creolians" والتي تفتقر إلى حد كبير إلى التعليم وانتهاكها قواعد الكنيسة والدولة. بوجه خاص، يذكر انه رفض الامتثال لقانون العجز، الأمر الذي يتطلب من أصحاب العبيد شراء من شخص أبيض واحد من إنجلترا لكل 40 استرقاق من الأفارقة، ومن ثم تأمل في توسيع منزلته الخاصة وتحول دون المزيد من الهجرة الإنجليزية / الأيرلندية. ويصف لاويز الحكومة بأنها «الفوضى، ولكن الأقرب إلى أي شكل من الطبقة الأرستقراطية». «يجب على رعايا الملك الجيدين في الداخل الذين قادرون على البدء في المزارع، مثل آبائهم، وهم أنفسهم، يستثنى من الحرية لتسوية هذه المزارع في جزيرة النبلاء، وإلى الأبد، والملك والأمة في الداخل محرومه من الكثير من تلك الثروات، لصناعة القليل من السادة الأمراء المغرورون؟»

### إسبانيا سنة 1936م
بعدما أعلن الرئيس فرانشيسكو فرانكو الحرب على الحكومة الإسبانية في عام 1936 (الحرب الاهلية الإسبانية) فقدت الحكومة السيطرة على جزء كبير من إسبانيا. وكانت مقاومة المتمردين منظمة في كثير من الأحيان من خلال تنظيم اتحاد نقابات التجارة النقابية الفوضوية، Confederacion Nacional del Trabajo (CNT) والاتحاد الفوضوي البرتغالي، Federacion Anarquista Lberica (FAI). فإن الثورة الإسبانية وقعت على الفور تقريبا بعد فشل الانقلابات الفرنسية، مما أدى إلى تكوين التعاونيات العاملة في كل أنحاء الجمهورية إسبانيا. هذا وقد وصفت في خير مثال للنظام الفوضوي العامل. وكان الفوضويون ذو أثر كبير في الحفاظ على إدارة البلاد واجراء إعادة Francoists، حين تعرضوا للهجوم من جانب الحكومة الجمهورية وحلفائها الشيوعيون. ثم تمت هزيمة الحكومة امام الفرنسي، مما أدى إلى 40 عاما من الحكومة الديكتاتوريةFrancoist في إسبانيا.

### الصومال
قبل سيطرة اتحاد المحاكم الإسلامية، كانت أجزاء كبيرة من جنوب الصومال تعمل بفعالية دون حكومة مركزية. ومع ذلك، فإن دراسة الحالة الاقتصادية من قبل البنك الدولي وجدت أنتوزيع الثروة في البلد أكثر إنصافا، ومدى الفقر المدقع هو أقل من تلك الموجودة في دول غرب أفريقيا الأكثر استقرارا شكليا. ووفقا لنفس الصحيفة، على الرغم من أن جنوب الصومال كانت تعمل بشكل فعال من دون حكومة اتحادية قبل نهوض اتحاد المحاكم الإسلامية، لم يكن مجتمع فوضوى، بمعنى أن المجتمع كان أكثر أو أقل تشويشا من منظم غير قسرى. على الرغم من هذا، صرح ابحاث الفكر التحرري ان مستويات المعيشة ازدادت في الصومال  –  من حيث القيمة المطلقة، بالقياس إلى عصر ما قبل الحرب الأهلية الصومالية، وبالمقارنة مع دول أخرى في أفريقيا  –  خلال هذه الفترة. وينسب الاقتصادي بيتر وليسون إلى حد مذهل زيادة النشاط الاقتصادي منذ ظهور الجنسية على الأمن في الحياة والحرية والملكية الصومالية التي يوفرها القانون العرفي -- حير—في معظم أنحاء الصومال، والذي يضمن السوق الحرة النسبية.

## المجتمعات الفوضوية
- الجمهورية الأيسلاندية
- أيرلاندا الغيلية
- ليبرتاتيا (أواخر 1600)

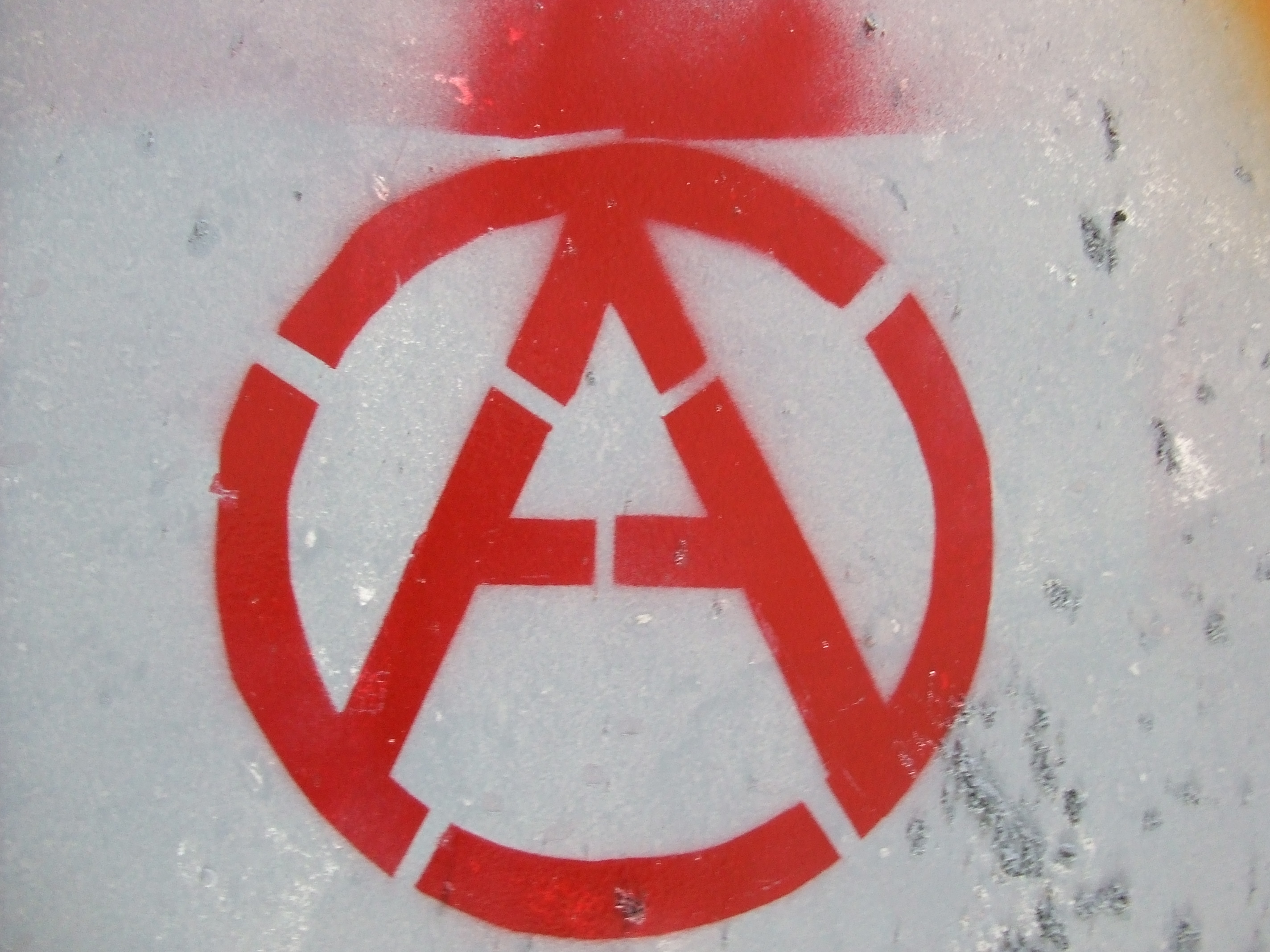
فوضويا الرمز

- الإقليم الحر (كانون الثاني / يناير 1919—أغسطس 1921)
- المقاطعة الحرة شينمان (1929—1931)
- كاتالونيا الفوضوية (إسبانيا)، (21 يوليو 1936—14 يونيو 1937)
- أراجون الفوضوية (6 أكتوبر 1936—10 أغسطس 1937)
- كريستيانيا البلد الحرة، الدنمارك، (26 سبتمبر 1971—الوقت الحاضر)

## الفلسفة السياسية

### الليبرالية
كتب برتراند راسل عن كيفية الليبرالية تهدف لتحقيق الاعتدال بين الاستبداد والفوضى:
يواجه كل مجتمع اثنين من مخاطر الفوضى والاستبداد. فأعجب المتشددون، وخصوصا المستقلون، بدرجة أكبر بخطر الاستبداد. كانهوبز، على العكس من ذلك، مهووس بالخوف من الفوضى. فلاسفة الليبرالية الذين نشأوا بعد استعادة السيطرة والحصول عليها بعد 1688، أدركوا كل من الأخطار، بل كل لا يعجبهم كل منسترافورد والقائل بتجديد العماد. وأدى هذا بلوك لمبدأ تقسيم السلطات والضوابط والتوازنات.

### الفوضى
الفوضويين هم الذين يدعون عدم وجود الدولة، بحجة أن الحس السليم سوف يسمح للناس بالوصول إلى اتفاق لتشكيل مجتمع وظيفي يسمح للمشاركين بحرية التطوير لقدراتها على التحلي بالأخلاق الفاضلة، والأخلاق أو السلوك المبدئي. تصاعد الفوضى باعتبارها الحركة الفلسفية وقعت في منتصف القرن ال19، مع فكرة الحرية باعتبارها تستند الحكم الذاتي السياسي والاقتصادي. وحدث هذا إلى جانب نهوض دولة قومية والدولة الرأسمالية الصناعية الكبيرة أو الدولة الراعية للنقابة، والفساد السياسي الذي جاء مع النجاحات.
على الرغم من أن الفوضويين يتشاركون في الرفض للدولة، فإنهم مختلفون عن الترتيبات الاقتصادية والقواعد التي من الممكن أن تسود في المجتمع عديم الجنسية، التي تتراوح بين عدم ملكية، إلى الملكية العامة الكاملة، وأنصار الملكية الخاصة ومنافسة السوق الحرة. على سبيل المثال، معظم أشكال الفوضى، مثل حالة الفوضى الجماعية، الشيوعية أونقابيةليس فقط البحث عن رفضه للدولة، ولكن أيضا غيره من النظم التي تتصور أنها الاستبدادية، التي تشمل رأس المال والأسواق، والملكية الخاصة. وفي المعارضة، فلسفة سياسية تعرف باسم فوضى السوق الحرة، الفوضى الفردية المعاصرة أوفوضى الرأسمالية، وتقول بأن المجتمع دون الدولة هو نظام رأسمالي للسوق الحرة والذي هو تطوعي في طبيعته.
تستخدم كلمة «الفوضى» في كثير من الأحيان من غير الفوضويين كمصطلح ازدرائي، يقصد ضمنا عدم وجود رقابة والفوضى سلبا على البيئة. ومع ذلك، لا يزال الفوضويون يجادلون في أن الفوضى لا تعني العدمية، الأنوميا، أو عدم وجود هذا النظام، وإنما المجتمع المناهض للدولة الذي يقوم على النظام التلقائي للأفراد المتحررون في المجتمعات المستقلة.

## الأنثروبولوجيا (علم الإنسان)
يعتبر بعض علماء الأنثروبولوجيا الفوضويون، مثل ديفيد جرابير وبيار كلاستريس، المجتمعات مثل أولئك من الحطابين،تيف وبيارو ليكونوا فوضويون في أن يكون بمعنى أنها ترفض صراحة فكرة السلطة السياسية المركزية. ولكن آخرين يقولون ان بعض المجتمعات القبلية في الماضي كثيرا ما كانت أكثر عنفا من المجتمعات التكنولوجية الحديثة، في المتوسط.
بعض علماء الأنثروبولوجيا في الآونة الأخيرة، مثل مارشال سالين وريتشارد بورشاى لي، قد تحدى مفهوم مجتمعات الصيد والقطف باعتبارها مصدرا للندرة والوحشية ؛ واصفا إياها بأنها، على حد تعبير سالين «المجتمعات الغنية».
كتب عالم النفس التطوري ستيفن وردي:
يبدو الحكم القضائي من قبل السلطة المسلحة هو التقنية الأكثر فعالية للحد من أعمال العنف من أي تقنية كانت قي أي وقت مضى. وإن كنا في نقاش ما إذا كان بتعديل السياسة الجنائية، مثل اعدام القتلة واحتجازهم مدى الحياة، يمكنه الحد من أعمال العنف لبضع نقاط مئوية، لا يمكن أن تكون هناك مناقشة حول الآثار الهائلة لوجود نظام العدالة الجنائية في مقابل الذين يعيشون في حالة من الفوضى. والارتفاع المذهل قي معدلات جرائم القتل في المجتمعات ما قبل الدولة، من 10 إلى 60 في المئة من الرجال الذين يموتون على أيدي رجال آخرين، يقدم نوع واحد من الأدلة. ودليل آخر ظهور ثقافة عنف الشرف فقط في أي بقعة من العالم ليست قي متناول القانون...على أن يتم تعميم معنى الفوضى في عدم وجود حكومة يؤدي إلى الفوضى في معنى الفوضى العنيفة قد يبدو عاديا، لكنه غالبا ما يكون الإفراط في النظر في المناخ الرومانسي الموجود يوميا.
تسائل بعض الكتاب، مثل مونتاج ديفيد إيدير، عن هذه النظرة للتطور، حيث تمكنت الإنسانية من إعادة تقديم نفسها في آخر عشر ألف سنة، لتلبية احتياجاتها على نحو أفضل (انظر أسطورة التقدم). Anarcho - primitivists، مثل ران بريور، يعتقد أن هذا المفهوم يمثل حاليا نحو ثقافة تبرر قيم المجتمع الصناعي الحديث، وعلى نحو الحضارة التي كانت قادرة على نقل المزيد من الأشخاص من ضرورياتهم الطبيعية. إلى جانب النظر في المؤلفين، مثل جون زيرزان، من أن المجتمعات القبلية بها عنف أقل بين بعضها، وتحدث غيره من المؤلفين مثلتيودور كازينسكي(المعروف أيضا باسم Unabomber) عن أشكال أخرى العنف ضد الفرد في البلدان المتقدمة، التي أعرب عنها عموما مصطلح «الأنوميا الاجتماعية»، وذلك ناتج عن نظام احتكار الأمن ولا ينفى هؤلاء المؤلفون حقيقة أن البشرية آخذة في التغير، بينما تتأقلم مع الواقع الاجتماعي المختلف ، ولكن تعتبر في وضع شاذ مع ذلك. النتائج النهائية هي (1) إما أن تختفي أو (2) تصبح شيئا مختلفا جدا، وبعيدة عن ما وصلنا إلى قيمة في طبيعتنا. وقد اقترح الخبراء أن هذا التحول نحو الحضارة، من خلال تدجين، يسبب زيادة في الأمراض، والعمالة، والاضطرابات النفسية وعلى الجانب الآخر، بشأن ضرورة العنف في العالم البدائي، يعبر عالم الانثروبولوجيا بيار كلاستريس عن أن العنف في المجتمعات البدائية هي الطريقة الطبيعية لكل مجتمع للحفاظ على استقلالها السياسي، في حين أسقطت الدولة بأنها نتيجة طبيعية لتطور المجتمعات البشرية.

## روابط خارجية
- Anarchopedia
- الأمثلة التاريخية من الفوضى دون الفوضى
- على السهول في وسط آسيا
- بي بي سي راديو 4 في وقت لدينا برنامج الفوضى (يتطلب ريال أوديو
- من يحتاج إلى الحكومة؟القراصنة، الدول المنهارة، وإمكانية الفوضى
- -- 3monkeyz -- الفوضى الرقمية
- -- الفوضويين الذين يعملون في جميع أنحاء العالم منذ عام 1996
- EurekaTube
- الدولة ليست المشكلة